# Noche ucraniana
Noche ucraniana (en ruso: Украинская ночь; en ucraniano: Українська ніч) es una pintura al óleo sobre lienzo del artista ruso Arjip Kuindzhi, de 1876. La pintura es parte de la colección de la Galería Tretiakov, en Moscú.

## Historia
La pintura noche ucraniana se exhibió por primera vez en 1876 en la quinta exposición de la Asociación de Exposiciones Itinerantes de Arte (Peredvizhniki) y cosechó un gran éxito. También se exhibió en el departamento de Arte Ruso de la Exposición Universal de París de 1878. En 1878, por esta pintura, junto con las pinturas En la isla de Valaam (1873, Galería Tretiakov), Camino chumaki en Mariúpol (1875, Galería Tretiakov) y Estepa (1875, Museo de Arte de Yaroslavl), Kuindzhi recibió el título de artista de primer grado.
Esta pintura se considera un punto de inflexión en la obra del artista. A partir de ella, se alejó del romanticismo académico de sus obras anteriores, y el exotismo de la imagen se convirtió en un rasgo distintivo de su obra. La mayor parte del cuadro Noche ucraniana está pintado en tonos azul negruzco aterciopelado, y solo las paredes claras de las casas mazanka del pueblo en la parte derecha del cuadro brillan intensamente a la luz de la luna.

## Opiniones
El escritor Mijaíl Nevedomski, autor de una biografía de Kuindzhi, escribió:
Pero el verdadero triunfo de Kuindzhi fue su pintura de 1876, Noche Ucraniana, que decoró, en el verdadero sentido de la palabra, la quinta exposición itinerante. Se puede decir que fue en esta obra donde Kuindzhi se encontró a sí mismo, emprendió su verdadero camino y reveló toda la riqueza de su individualidad artística. Es con Noche Ucraniana que debemos marcar el inicio de una etapa de madurez en la obra de Kuindzhi...
Y el historiador de arte Vladímir Petrov escribió lo siguiente en su artículo dedicado al 150 aniversario del nacimiento de Arjip Kuindzhi:
Y en 1876, el pintor se mostró como un cantante incomparable de la estepa nocturna: la famosa Noche Ucraniana se presentó ante el público en la Quinta Exposición de Peredvizhniki. El cielo azul oscuro profundo salpicado de estrellas brillantes, las chozas blancas de un pueblo estepario iluminadas por la luz de la luna, los esbeltos álamos piramidales y un estanque cubierto de juncos fueron pintados por el artista con una audacia sorprendente en la generalización de la luz y el color y una combinación inusual de autenticidad "fisiológica" y verdadera poesía de la imagen, haciendo que uno no solo se maraville ante la maestría de la ilusión, sino que también recuerde las inspiradas descripciones de Pushkin y Gógol de la "maravillosa" noche ucraniana.
El historiador de arte francés Louis Réau, en su obra sobre el arte ruso, describe a Kuindzhi de la siguiente manera: 
Era, como Iván Aivazovski, un sureño. Pero en lugar de consolidarse como pintor del Mar Negro, se especializó en las estepas ucranianas, que Alexander Pushkin y Nikolai Gógol habían puesto de moda. Intentó plasmar con su pincel "las noches serenas de Ucrania, el cielo transparente, las estrellas centelleantes, el temblor apenas perceptible de los álamos con su follaje plateado".